# روکسی اندروز
مایکل دبلیو فلیسیانو که با نام هنری خود روکسی اندروز (زاده ۲۳ سپتامبر ۱۹۸۳) شناخته می‌شود، یک مجری درگ آمریکایی است.
فلیسیانو در شمال میامی بیچ، فلوریدا بزرگ شد. او از نژاد پورتوریکویی و کوبایی-آمریکایی است. او در درگ ریس فاش کرد که مادرشان در کودکی آنها و خواهرشان را در ایستگاه اتوبوس رها کرده است. آنها توسط مادربزرگشان بزرگ شدند.